# تپه روژبیانی
تپه روژبیانی مربوط به هزاره دوم قبل از میلاد است و در حومه بوکان واقع شده و این اثر در تاریخ ۱۶ دی ۱۳۴۵ با شمارهٔ ثبت ۵۷۴ به‌عنوان یکی از آثار ملی ایران به ثبت رسیده است.